# Waldorf (Maryland)
Waldorf é uma Região censo-designada localizada no estado americano de Maryland, no Condado de Charles.

## Demografia
Segundo o censo americano de 2000, a sua população era de 22.312 habitantes.

## Geografia
De acordo com o United States Census Bureau tem uma área de 33,1 km², dos quais 33,1 km² cobertos por terra e 0,0 km² cobertos por água.

## Personalidades
A cidade é berço das seguintes personalidades:
- Chuck Brown
- Christina Milian
- Samuel Mudd
- Randy Starks
- Robert Stethem
- Aaron Escolopio
- Benji Madden
- Joel Madden

## Localidades na vizinhança
O diagrama seguinte representa as localidades num raio de 16 km ao redor de Waldorf.